# Luigi De Magistris (cardinale)
Luigi De Magistris (Cagliari, 23 febbraio 1926 – Cagliari, 16 febbraio 2022) è stato un cardinale e arcivescovo cattolico italiano.

## Biografia
È nato a Cagliari, città capoluogo di provincia e sede arcivescovile, il 23 febbraio 1926. Membro di una nobile famiglia sarda di origine piemontese, era l'ultimogenito degli otto figli di Donna Agnese Ballero e di suo marito, il celebre medico cagliaritano Edmondo, secondogenito del conte Casimiro De Magistris di Castella e Belvedere, piemontese, e della contessa Orazia Roberti di Castelvero, cagliaritana; tra i suoi fratelli Casimiro, prefetto, e Paolo, più volte sindaco di Cagliari. Fin da piccolo fu educato al gusto per la musica, l'opera, la pittura e i libri.

### Formazione e ministero sacerdotale
Dopo aver frequentato la facoltà di lettere dell'Università degli Studi di Cagliari, ha conseguito la laurea in filosofia, discutendo una tesi fondata sul confronto tra il De officiis di Cicerone e il De officiis di Sant'Ambrogio.
Successivamente si è iscritto presso il Pontificio Seminario Romano Maggiore. Ha ricevuto l'ordinazione sacerdotale il 12 aprile 1952, nella cattedrale di Santa Maria e di Santa Cecilia a Cagliari, per imposizione delle mani di Paolo Botto, arcivescovo metropolita di Cagliari; si è incardinato, ventiseienne, come presbitero della medesima arcidiocesi. La mattina seguente ha celebrato la sua prima messa nella chiesa della Purissima.
Inizialmente ha svolto il suo ministero in diverse parrocchie cittadine per poi lavorare al tribunale ecclesiastico diocesano e a quello regionale. Successivamente è stato chiamato dal cardinale Alfredo Ottaviani a Roma per ricoprire vari uffici.
L'11 aprile 1979 è stato nominato, cinquantatreenne, reggente della Penitenzieria Apostolica, succedendo a padre Giovanni Sessolo.

### Ministero episcopale e cardinalato

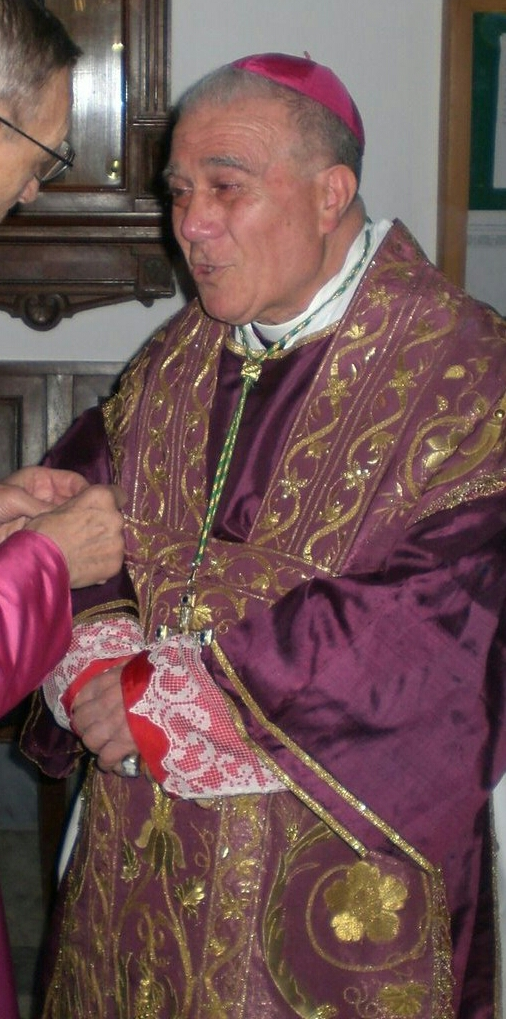
Mons. De Magistris indossa i paramenti

Il 6 marzo 1996 papa Giovanni Paolo II lo ha elevato alla dignità episcopale, settantenne, assegnandogli la sede titolare di Nova. Ha ricevuto la consacrazione episcopale il 28 aprile seguente, nella collegiata di Sant'Anna a Cagliari, per imposizione delle mani del cardinale Giovanni Canestri, arcivescovo emerito di Genova, assistito dai co-consacranti monsignori Ottorino Pietro Alberti, arcivescovo metropolita di Cagliari, e Tarcisio Pillolla, vescovo titolare di Cartenna ed ausiliare di Cagliari. Come suo motto episcopale il neo vescovo De Magistris ha scelto Iuste iudica proximo, che tradotto vuol dire "Giudica rettamente il prossimo".
In tale veste, è intervenuto con la pubblicazione di un vademecum ufficiale per i confessori a ribadire l'insegnamento tradizionale sul sacramento della penitenza a fronte del tentativo di una "stretta rigorista" da parte del Pontificio consiglio per la famiglia.
Il 22 novembre 2001 papa Giovanni Paolo II lo ha nominato, settantacinquenne, pro-penitenziere maggiore elevandolo in pari tempo alla dignità di arcivescovo titolare, a titolo personale; è succeduto al settantacinquenne cardinale William Wakefield Baum, dimissionario per raggiunti limiti d'età e per motivi di salute.
Il 4 ottobre 2003 papa Giovanni Paolo II ha accettato la sua rinuncia dalla guida della Penitenzieria Apostolica per raggiunti limiti d'età, ai sensi del can. 354 del Codice di diritto canonico, divenendo pro-penitenziere maggiore emerito all'età di settantasette anni; gli è succeduto il settantunenne cardinale James Francis Stafford, fino ad allora presidente del Pontificio consiglio per i laici.
È stato anche membro della Congregazione delle cause dei santi e della Pontificia commissione "Ecclesia Dei".
Nel 2010, per motivi di salute, è rientrato definitivamente nella propria città natale, continuando a svolgere il ministero di confessore nella cattedrale.

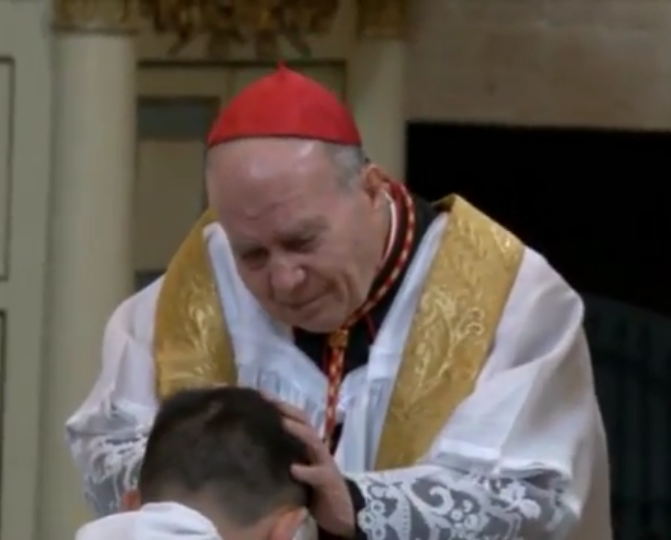
Il cardinale De Magistris mentre impone le mani alle ordinazioni sacerdotali avvenute nella cattedrale di Cagliari il 13 aprile 2015

Il 4 gennaio 2015, al termine dell'Angelus, papa Francesco ha annunciato la sua creazione a cardinale nel concistoro del 14 febbraio seguente; avendo quasi ottantanove anni al momento dell'annuncio, non aveva il diritto di entrare in conclave e di essere membro dei dicasteri della Curia romana, in conformità all'art. II § 1-2 del motu proprio Ingravescentem Aetatem, pubblicato da papa Paolo VI il 21 novembre 1970.
Durante la cerimonia, svoltasi alle 11 presso la Basilica di San Pietro in Vaticano, gli sono stati conferiti la berretta, l'anello e la diaconia dei Santissimi Nomi di Gesù e Maria in via Lata, vacante dall'11 novembre 2013, giorno della morte del cardinale Domenico Bartolucci, maestro direttore emerito della Cappella musicale pontificia sistina. Ha preso possesso della sua diaconia durante una cerimonia svoltasi il 17 febbraio seguente alle ore 17:00. Il successivo 22 febbraio è stato festeggiato dai suoi concittadini durante una solenne celebrazione da lui stesso presieduta nella cattedrale di Santa Maria e Santa Cecilia a Cagliari.
Dal 29 agosto 2019, giorno della morte del cardinale Achille Silvestrini, prefetto emerito della Congregazione per le Chiese orientali, era il più anziano porporato italiano vivente.
È deceduto a Cagliari il 16 febbraio 2022, una settimana prima del suo novantaseiesimo compleanno. Dopo le esequie, celebrate il giorno seguente dall'arcivescovo di Cagliari Giuseppe Baturi nella cattedrale di Santa Maria e Santa Cecilia, è stato sepolto nel cimitero di San Michele.

## Genealogia episcopale
La genealogia episcopale è:
- Cardinale Scipione Rebiba
- Cardinale Giulio Antonio Santori
- Cardinale Girolamo Bernerio, O.P.
- Arcivescovo Galeazzo Sanvitale
- Cardinale Ludovico Ludovisi
- Cardinale Luigi Caetani
- Cardinale Ulderico Carpegna
- Cardinale Paluzzo Paluzzi Altieri degli Albertoni
- Papa Benedetto XIII
- Papa Benedetto XIV
- Papa Clemente XIII
- Cardinale Marcantonio Colonna
- Cardinale Giacinto Sigismondo Gerdil, B.
- Cardinale Giulio Maria della Somaglia
- Cardinale Carlo Odescalchi, S.I.
- Vescovo Eugène de Mazenod, O.M.I.
- Cardinale Joseph Hippolyte Guibert, O.M.I.
- Cardinale François-Marie-Benjamin Richard de la Vergne
- Cardinale Pietro Gasparri
- Cardinale Francesco Marchetti Selvaggiani
- Cardinale Luigi Traglia
- Cardinale Giovanni Canestri
- Cardinale Luigi De Magistris